# Thú có độc

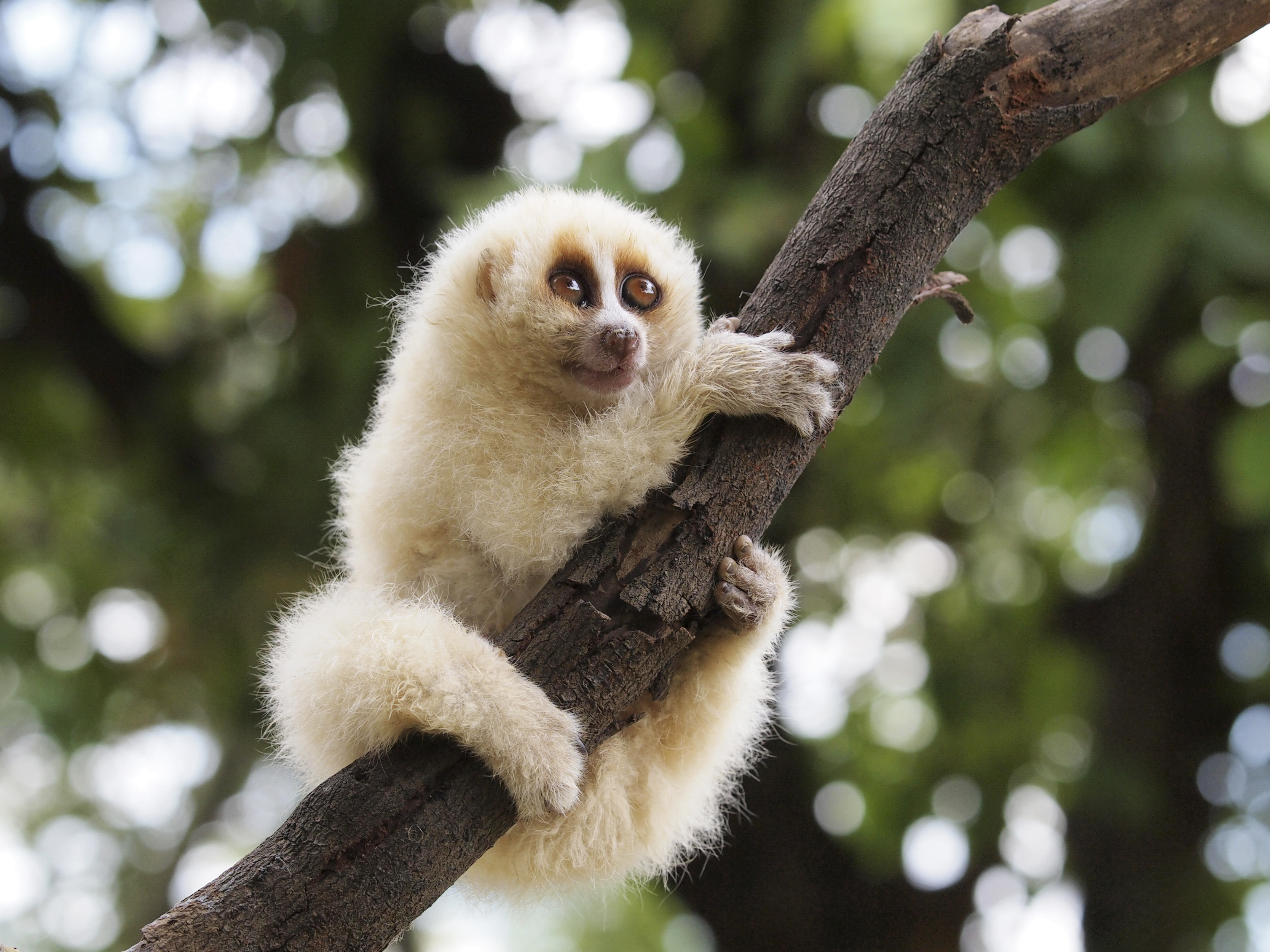
Cu li nhỏ, một loài linh trưởng có ngoại hình nhỏ nhắn dễ thương nhưng là loài thú có nọc độc

Thú có độc là các loài động vật thuộc lớp thú có thể sản sinh ra hoặc chứa chất độc dùng để săn con mồi hoặc dùng để tự vệ trước những kẻ săn mồi. Trong thế giới tự nhiên ngày nay, các loài thú có độc khá hiếm, chỉ ghi nhận một số ít loài có độc trong đa dạng các loài thú.

## Một số loài
Các loài sau đây được ghi nhận là có nọc độc hoặc tuyến độc hóa học

### Thú mỏ vịt

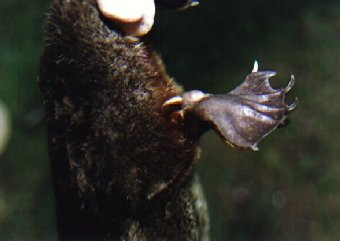
Những cái móng có độc của thú mỏ vịt

Thú mỏ vịt (Platypus) có vẻ ngoài nhỏ bé nhưng có thể làm tê liệt kẻ địch bởi nọc độc trong cơ thể chúng. Đây là một loài động vật có vú sống bán thủy sinh ở Úc. Những con đực có một bộ phận kích thích trên chân sau, tiết ra nọc độc có thể gây đau đớn cho các loài khác. Tuy nhiên, khác với những côn trùng và các loài bò sát có nọc độc, chúng dùng độc của mình để thể hiện khả năng trong mùa sinh sản chứ không dùng để giết cũng như gây bất động cho con mồi. Nhưng nguy hiểm hơn nữa là những con đực thường có gai mọc ở chân sau, các gai này có thể chứa chất độc khá mạnh, khiến nạn nhân đau đớn, thú mỏ vịt đực thường dùng gai này để tiêm nọc độc vào nạn nhân. 

### Cu li lùn
Con cu li chậm lùn hay cu li nhỏ là những con vật đáng yêu nhưng có độc tố. Cu li có đôi mắt to, bàn tay nhỏ đáng yêu nhưng lại có chất độc gây sốc. Khuỷu chi trước của cu li lười có thể tiết ra chất độc. Độc tố của nó được sử dụng để tự vệ và bảo vệ cho các con của nó, tuy nhiên đã có một vài trường hợp tử vong ở người do độc tố của chúng gây ra. Những con cu li này có thể được tìm thấy ở Borneo và miền nam Philippines, Bangladesh, Indonesia, Ấn Độ, Nam Trung Quốc, Thái Lan và Việt Nam. Chúng lại mang nọc độc gây sốc, cu li không có nọc độc có sẵn mà chúng thường chà xát đôi bàn tay nhỏ vào nách là nơi có tuyến tiết ra chất độc, sau đó đặt chất độc vào răng và cắn. Vết cắn có chứa độc có thể gây sốc nghiêm trọng. Khi bị đe dọa, chúng đưa chất độc vào mồm và trộn với nước bọt, sau đó liếm đều lên lông để các loài ăn thịt cảnh giác mà tránh xa.

### Chuột chù

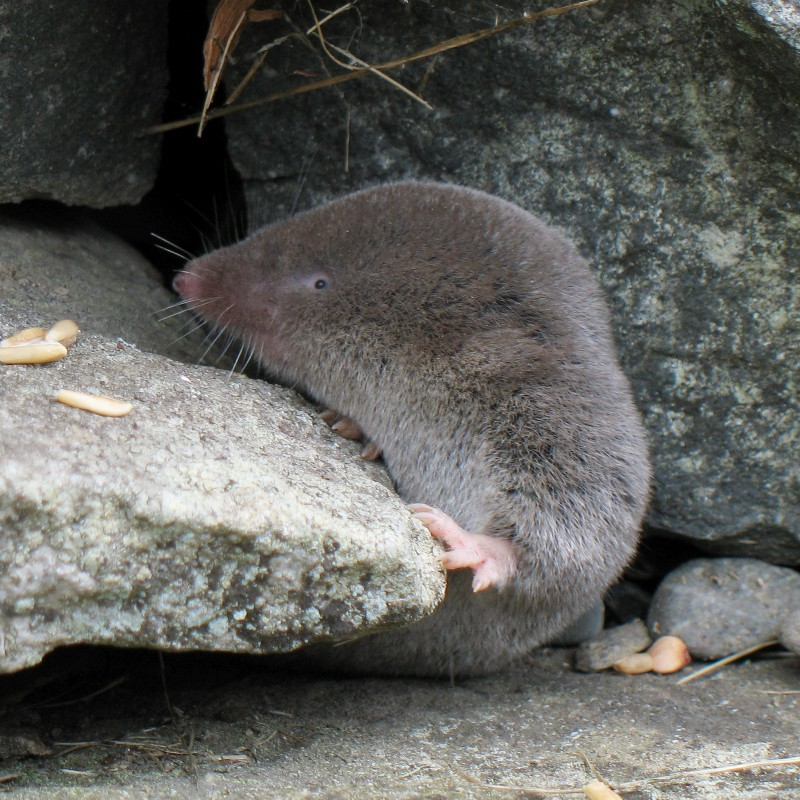
Một loài chuột chù có độc Blarina brevicauda

Một vài loài chuột chù có khả năng tiết ra chất độc có thể làm bất động những con vật lớn. Đã có nhiều người sau khi bị chuột chù cắn đã rất đau đớn thậm chí là tê liệt tay chân trong một vài ngày. Chuột chù răng khía (Solenodon) là loài động vật ăn côn trùng, sống về đêm, ở hang, chúng cũng là một loại động vật có vú. Chuột chù răng khía tuy nhỏ bé nhưng mang nọc độc đủ để hạ con mồi. Loài này trực tiếp sử dụng ria, răng sắc nhọn để tiêm nọc độc vào con mồi. Chúng là loài động vật có vú duy nhất có thể đưa nọc độc thông qua răng giống như rắn độc. Sẽ rất nguy hiểm nếu bị Solenodon cắn. 

### Chồn hôi
Chồn hôi là loài động vật có vú thuộc bộ ăn thịt. Chúng có thể phun ra một lượng xi-tan (thiols) là một dạng chất hữu cơ hóa học thường có trong hành và tỏi. Loại chất này có độc tố đủ để gây mù lòa, viêm, khiến cơ thể có phản ứng nôn mửa. Chất xịt của chồn hôi có thể gây hại tới các loài động vật khác và kể cả con người. Chúng không dùng mùi hôi này để chống lại những con chồn hôi khác, mà chỉ dùng để chống kẻ thù khác loài. Chồn hôi có hai tuyến dịch hôi ở phía dưới đuôi, đây chính là vũ khí tự vệ của chồn. Gặp kẻ thù, nó phóng ra một tia chất dịch ép rút lui. Một tia bảo vệ như vậy có thể bắn xa 3m.
Chồn bắn lúc tia này, lúc tia kia, thậm chí cả hai tia cùng lúc. Mỗi tuyến hôi có thể bắn 5-6 phát về phía kẻ thù. Sức mạnh của các tia mang mùi khó chịu đó không hề gây thương tích, cũng không có sức thẩm thấu vào cơ thể địch thủ, nhưng chúng sẽ khiến đối phương ngạt thở. Nếu bị bắn trúng mắt, địch thủ có thể bị sức mạnh của tia làm mù tạm thời. Chồn hôi sọc có thể xịt chất lỏng xa hơn 6m, và xịt đúng chính xác vào mặt kẻ thù trong phạm vi 3m. Chất lỏng đó là một vũ khí lợi hại bởi mùi đó sẽ làm cho đối phương ngưng thở tạm thời, nếu trúng mắt có thể làm cho kẻ thù không nhìn thấy gì một lúc.
Chồn sọc Zorilla có vẻ ngoài khá giống chồn hôi nhưng đây là hai loài động vật khác nhau. Sinh sống chủ yếu ở các thảo nguyên khô (Xavan) ở Châu Phi. Khi bị tấn công, chúng phun khí thải hôi thối qua đường hậu môn khiến đối phương tạm thời bị mù nếu trúng mắt, hoặc gây ra cảm giác nóng rát, đau đớn trên da. Cũng như chồn hôi, chúng có sọc trắng dễ dàng nhận biết để tránh xa. Lửng mật (Honey badger) có thể biến túi hậu môn từ trong ra ngoài, tạo thành mùi hôi đến nghẹt thở có tác dụng răn đe kẻ thù. Ngoài ra, loài lửng lợn Đông Dương cũng có tiếng là hôi hám, chúng được ví von là hôi như lửng lợn.